# Edgar Flores
Édgar Mauricio Flores Amador (Tegucigalpa; 1 de diciembre de 1988), más conocido como Édgar Flores, es actor hondureño de cine y televisión.

## Trayectoria
Obtuvo su primer papel en el largometraje Sin nombre, de Cary Joji Fukunaga, en el papel de Willy (más conocido como "El Casper"), un miembro de la Mara Salvatrucha en Chiapas, México.
Fue escogido por Terco Producciones, que era responsable del casting hondureño de la película.
Édgar Flores había participado antes en la miniserie Diferentes a todos. El programa fue producido por Promega, dirigido por Francisco Andino y producido por Francisca Mejía.
En 2012, participó en Toque de Queda, película escrita y dirigida por Javier Suazo Mejía, donde Flores interpreta a "Anónimo", uno de los tres personajes que se ven recluidos en una mansión llena de secretos durante uno de los toques de queda decretados tras el golpe de Estado de 2009 en Honduras.
En 2016, trabajó en El Paletero, donde interpretó el papel de "El tuerto". En 2020 estrenará la película 90 Minutos, junto a Brandon López, y en la cual interpretará a 'El hondureño'.